# Colle di Velva
Il Colle di Velva è un valico dell'Appennino Ligure che collega parte della Riviera di Levante con l'Emilia, si trova nel comune di Castiglione Chiavarese nella frazione di Velva a 545 metri d'altitudine al confine tra la provincia di Genova e la provincia della Spezia, è attraversato dalla ex SS 523. Presso il colle si trova il santuario della Madonna della Guardia.